# Faded Lights
Faded Lights è l'album di debutto della band alternative rock Airway.

## Tracce
1. Wake Up (3.59)
2. My Revenge (4.03)
3. Paralyzed (4.30)
4. Get on the Dancefloor (3.07)
5. The Answer (5.05)
6. Sinkin' Down (5.15)
7. Springtime (4.04)
8. On My Own (2.29)
9. Faded Lights (3.20)
10. Find It All (3.02)

## Formazione
- Valerio Morossi - basso
- Sandro Cisolla - chitarra
- Alessandro Carlozzo - batteria
- Matteo Sbarra - chitarra